# دهستان لینگموخا
دهستان لینگموخا (به لاتین: Lingmukha Gewog) یک دهستان در کشور بوتان است که در ناحیهٔ پوناخا واقع شده‌است.